# Comuna Verșîna, Kuibîșeve
Verșîna (în ucraineană Вершина) este o comună în raionul Kuibîșeve, regiunea Zaporijjea, Ucraina, formată din satele Oceretuvate și Verșîna (reședința).

## Demografie
Componența lingvistică a comunei Verșîna
     Ucraineană (91,65%)
     Rusă (8,05%)
     Alte limbi (0,3%)
Conform recensământului din 2001, majoritatea populației comunei Verșîna era vorbitoare de ucraineană (91,65%), existând în minoritate și vorbitori de rusă (8,05%).